# Cercopicesa chinai
Cercopicesa chinai is een halfvleugelig insect uit de familie schuimcicaden (Cercopidae). De wetenschappelijke naam van deze soort is voor het eerst geldig gepubliceerd in 1926 door Hacker.